# マッキ M.33
マッキ M.33
マッキ M.33
- 用途：競争用飛行艇
- 製造者：アレーニア・アエルマッキ
- 初飛行：1925年
- 生産数：2機

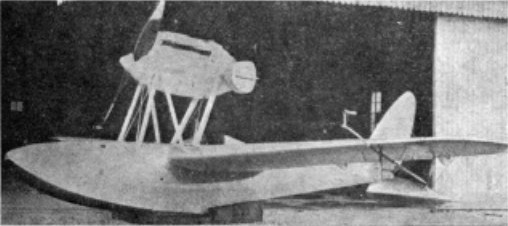
マッキ M.33

マッキ M.33（Macchi M.33）は、シュナイダー・トロフィー・レース専用機として1925年に製作された飛行艇である。

## 開発経緯
本機は肩翼単葉の単座飛行艇で、当時としては空気力学的に洗練された飛行艇であった。片持ちの主翼は薄翼で、翼端に補助フロートが装着されている。イタリアには競争力のあるエンジンはなかったので、1923年のレースで使われた507馬力のアメリカ製カーチス D-12 エンジンが流線型のナセルで覆われ、支柱で機体の上部に装着された。ラジエーターは平板型で、近代的な表面ラジエーターに比べて時代遅れとなっていた。エンジンは疲労して出力が不足し、故障も多く、主翼のフラッターに悩まされた。

## レース結果
1925年、アメリカ合衆国のメリーランド州ボルチモアで開催されたシュナイダー・トロフィー・レースに2機の本機が参加した。そのうち、リッカルド・モルセッリ（Riccardo Morselli）の搭乗機はエンジン点火系のトラブルでリタイアしたが、ジョバンニ・デ・ブリガンティ（Giovanni de Briganti）の搭乗機はエンジンをフルスロットルにできず、7周レースの2周目でコースをミスしたものの平均速度271km/hで3位に入賞した。1位は平均速度374km/hのジミー・ドーリットルの操縦するカーチス R3C-2であり、2位はヒューバート・ブロード（Hubert Broad）のグロスター IIIAの平均速度321km/hであった。
本機はシュナイダー・トロフィー・レースに参加した最後の飛行艇となった。その後の本機は、カーチス・ライトを真似て水上機スタイルの機体でシュナイダー・トロフィー・レースのエントリーを狙うこととなる。

## スペック
- 全長：8.29m
- 全幅：9.74m
- 出力：507HP
- 最大速度：320km/h

## 登場作品
映画
- 『紅の豚』 - 主人公、ポルコ・ロッソの愛機として登場するサボイアS.21は、実機のサボイア S.21ではなく本機をモデルにしている。

アニメ、漫画
- 『紫電改のマキ』 - 子金井ダビンチ高等専門学校の吉川三姉妹の次女、吉川二美の搭乗機が本機である。